# ضفيري الشعر
ضفيري الشعر (الاسم العلمي: Plectocomia)، جنس من النباتات المزهرة في الفصيلة النخلية، وموطنه الأصلي الصين وجبال الهملايا وجنوب شرق آسيا. هي نباتات ثنائية المسكن، حيث تنتج الأزهار الذكرية والأنثوية على أفراد منفصلين.
الاسم العلمي مشتق من الكلمة الإغريقية plectos تعني مضفر؛ والكلمة الإغريقية come وتعني شعر، في إشارة إلى المظهر المشابه للشعر المضفر للنورة الزهرية.

## الأنواع
يشتمل الجنس على الأنواع المعروفة التالية
- Plectocomia assamica Griff. - بوتان، آسام، أروناتشال براديش، يونّان، ميانمار
- Plectocomia billitonensis أدواردو بيكاري - Belitung
- Plectocomia bractealis Becc. - آسام
- Plectocomia dransfieldiana Madulid - فيرق
- Plectocomia elmeri Becc. - بالاوان، مينداناو
- Plectocomia elongata Mart. ex Blume - الهند الصينية، بورنيو، جاوة، سومطرة، الفلبين
- Plectocomia himalayana Griff. - نيبال، سيكيم، بوتان، آسام، أروناتشال براديش، يونان، لاوس، تايلاند
- Plectocomia khasyana Griff. - آسام
- Plectocomia longistigma Madulid - جاوة
- Plectocomia lorzingii Madulid - سومطرة
- Plectocomia macrostachya Kurz - ميانمار
- Plectocomia microstachys Burret - هاينان
- Plectocomia mulleri Blume - بورنيو، ماليزيا
- Plectocomia pierreana Becc. - فيتنام، كمبوديا، لاوس، تايلاند، قوانغدونغ، قوانغشي، يونّان
- Plectocomia pygmaea Madulid - كاليمانتان

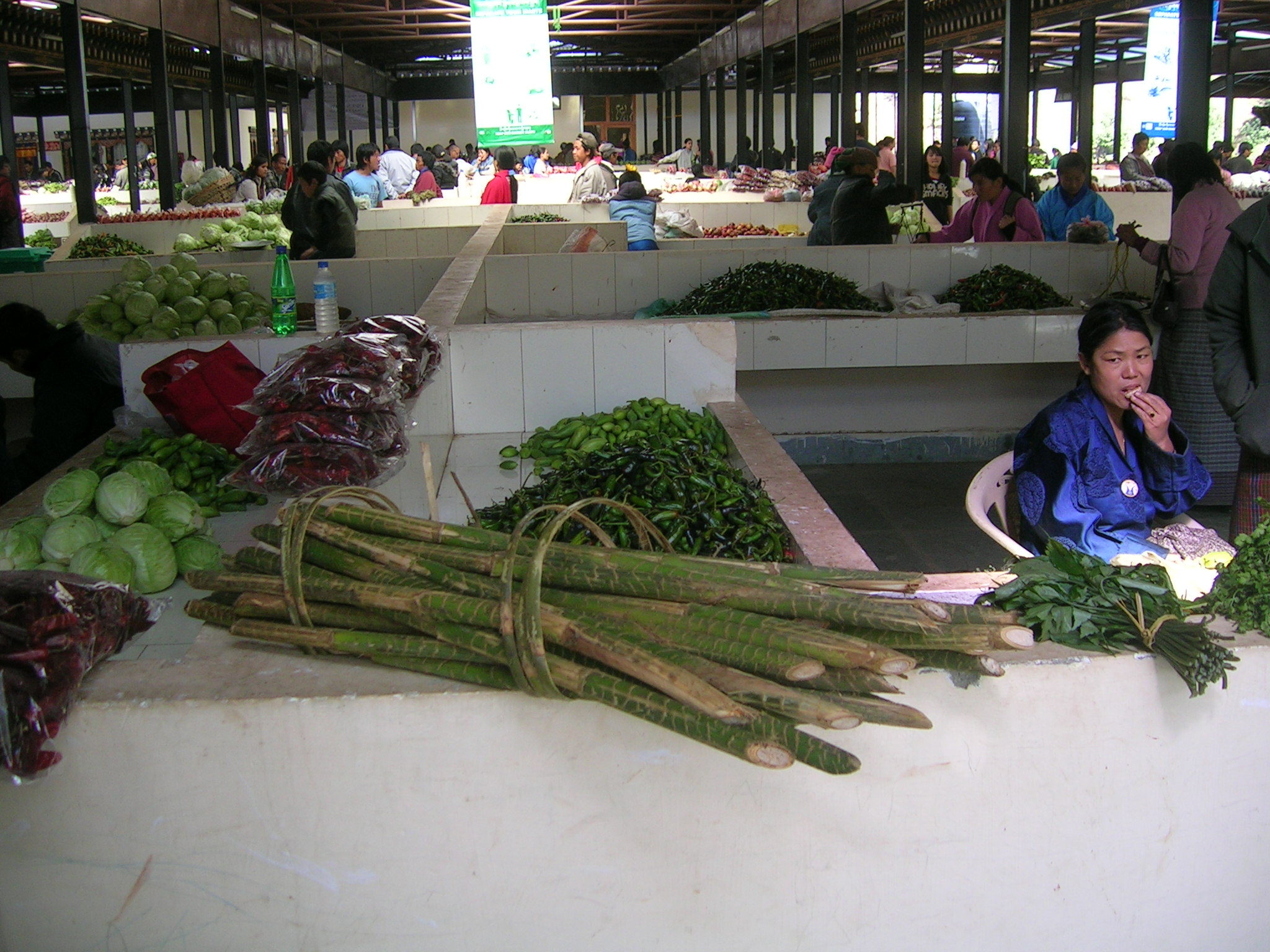
تُطهى سيقان P. himalayana وتتناول كخضروات في بوتان